# Élections législatives zambiennes de 2021
Les élections législatives zambiennes de 2021 ont lieu le 12 août 2021 afin de renouveler les membres de l'Assemblée nationale de la Zambie. Le premier tour d'une élection présidentielle est organisé simultanément.
Comme pour la présidentielle, le scrutin donne lieu à une alternance avec la victoire du Parti unifié pour le développement national (UPND) qui remporte la majorité absolue des sièges directement élus.

## Contexte
Les élections législatives d'aout 2016 voient la victoire du Front patriotique, qui passe d'une majorité relative à une majorité absolue des sièges.

## Système électoral
La Zambie est dotée d'un parlement unicaméral, l'Assemblée nationale, composé de 167 sièges pourvus pour cinq ans, dont 156 au scrutin uninominal majoritaire à un tour dans autant de circonscriptions électorales. Dans chacune d'elles, le candidat ayant recueilli le plus de suffrages l'emporte. À ces députés directement élus s'ajoutent jusqu'à 8 autres nommés par le président pour la représentation de compétences ou d'intérêts particuliers, ou en cas de sous représentation de l'un ou l'autre sexe. Enfin, trois membres sont ex officio : le vice-président de la République, le président de l'Assemblée et son premier vice-président. Ces deux derniers, élus parmi des non-parlementaires, deviennent ainsi membres de droit,.

## Résultats
|                          |                                                    |           |       |               |        |               |  |  |  |
| Parti                    | Parti                                              | Votes     | %     | +/-           | Sièges | +/-           |  |  |  |
|                          | Parti unifié pour le développement national (UPND) | 2 230 234 | 46,22 | 4,56          | 82     | 24            |  |  |  |
|                          | Front patriotique (PF)                             | 1 722 718 | 35,70 | 6,31          | 60     | 20            |  |  |  |
|                          | Parti socialiste (SP)                              | 61 325    | 1,27  | Nv            | 0      | en stagnation |  |  |  |
|                          | Parti démocratique (DP)                            | 50 886    | 1,05  | N/a           | 0      | en stagnation |  |  |  |
|                          | Alliance populaire pour le changement (PAC)        | 20 227    | 0,42  | N/a           | 0      | en stagnation |  |  |  |
|                          | Parti de l'unité nationale et du progrès (PNUP)    | 13 178    | 0,27  | N/a           | 1      | 1             |  |  |  |
|                          | Parti uni de l'indépendance nationale (UNIP)       | 12 742    | 0,26  | 0,06          | 0      | en stagnation |  |  |  |
|                          | Forum pour la démocratie et le développement (FDD) | 4 006     | 0,08  | 2,09          | 0      | 1             |  |  |  |
|                          | Congrès démocratique national (NDC)                | 3 807     | 0,08  | Nv            | 0      | en stagnation |  |  |  |
|                          | Mouvement pour la démocratie multipartite (MMD)    | 3 665     | 0,08  | 2,63          | 0      | 3             |  |  |  |
|                          | Mouvement leadership (LM)                          | 3 585     | 0,07  | Nv            | 0      | en stagnation |  |  |  |
|                          | Parti démocrate chrétien (CDP)                     | 3 471     | 0,07  | Nv            | 0      | en stagnation |  |  |  |
|                          | Nouvel héritage (NH)                               | 1 762     | 0,04  | N/a           | 0      | en stagnation |  |  |  |
|                          | Parti doré (GP)                                    | 858       | 0,02  | Nv            | 0      | en stagnation |  |  |  |
|                          | Parti de la restauration nationale (NAREP)         | 664       | 0,01  | 0,29          | 0      | en stagnation |  |  |  |
|                          | Zambiens unis pour le développement durable (ZUSD) | 554       | 0,01  | Nv            | 0      | en stagnation |  |  |  |
|                          | Parti vert (GP)                                    | 499       | 0,01  | en stagnation | 0      | en stagnation |  |  |  |
|                          | Zambie unie prospère et paisible (UPPZ)            | 309       | 0,01  | Nv            | 0      | en stagnation |  |  |  |
|                          | Mouvement pour le changement démocratique (MDC)    | 306       | 0,01  | Nv            | 0      | en stagnation |  |  |  |
|                          | Patriotes pour le progrès économique (PEP)         | 232       | 0,00  | Nv            | 0      | en stagnation |  |  |  |
|                          | Combattants de la liberté économique (EFF)         | 104       | 0,00  | Nv            | 0      | en stagnation |  |  |  |
|                          | Indépendants                                       | 690 418   | 14,31 | 4,83          | 13     | 1             |  |  |  |
|                          | Membres nommés et ex officio                       |           |       |               | 11     | en stagnation |  |  |  |
|                          |                                                    |           |       |               |        |               |  |  |  |
| Votes valides            | Votes valides                                      | 4 825 640 | 97,74 |               |        |               |  |  |  |
| Votes blancs et nuls     | Votes blancs et nuls                               | 111 726   | 2,26  |               |        |               |  |  |  |
| Total                    | Total                                              | 4 937 366 | 100   | -             | 167    | en stagnation |  |  |  |
| Abstentions              | Abstentions                                        | 2 086 133 | 29,70 |               |        |               |  |  |  |
| Inscrits / participation | Inscrits / participation                           | 7 023 499 | 70,30 |               |        |               |  |  |  |

## Conséquences

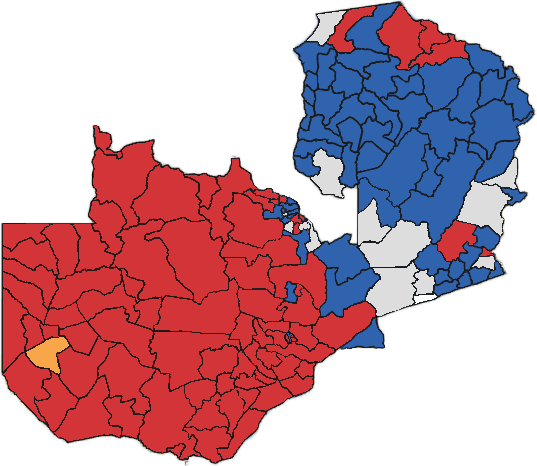
Résultat par circonscription.

Comme pour la présidentielle, le scrutin donne lieu à une alternance avec la victoire du Parti unifié pour le développement national (UPND) qui remporte la majorité absolue des sièges directement élus.
Un siège reste initialement vacant, le scrutin ayant été reporté au 21 octobre dans la circonscription de Kaumbwe à la suite du décès du candidat de l'UPND le 20 juillet. L'élection partielle y est largement remporté par le candidat du PF, Aaron Mwanza.